# Taça Ouro de Voleibol Feminino
A Taça Ouro de Voleibol Feminino é uma competição organizada anualmente pela Confederação Brasileira de Voleibol através da Unidade de Competições Nacionais. Ela entrou no calendário oficial em substituição ao Torneio Seletivo. A competição é uma espécie de segundo nível do Campeonato Brasileiro de Voleibol Feminino, a principal competição entre clubes de voleibol feminino do Brasil, servindo como porta de acesso dos clubes à Superliga - Série A. Ao contrário da Taça Prata que é aberta à todas as equipes, somente podem participar da Taça Ouro as equipes rebaixadas na última edição da Primeira Divisão e as equipes participantes da última edição da Segunda Divisão que não conseguiram o acesso.

## Ligações Externas
- Site Oficial da Confederação Brasileira de Voleibol